# Ferdinand Frick
August Ferdinand Frick (Kopparberg, Ljusnarsberg (comuna), c. 1878 - São Paulo, 6 de maio de 1939) foi um escultor sueco-brasileiro. Após estudar na prestigiosa Academia Colarossi, Frick chega o Brasil em 1913 e participa do projeto da Catedral da Sé. No ano seguinte, ingressa na Escola Profissional Masculina (atual ETEC Getúlio Vargas)  onde passa a ministrar aulas de artes pelos próximos 23 anos. Ao mesmo tempo, realiza diversas obras em bronze para exposição pública e privada  . Faleceu em São Paulo aos 60 anos em 6 de maio de 1939.  

## Obras

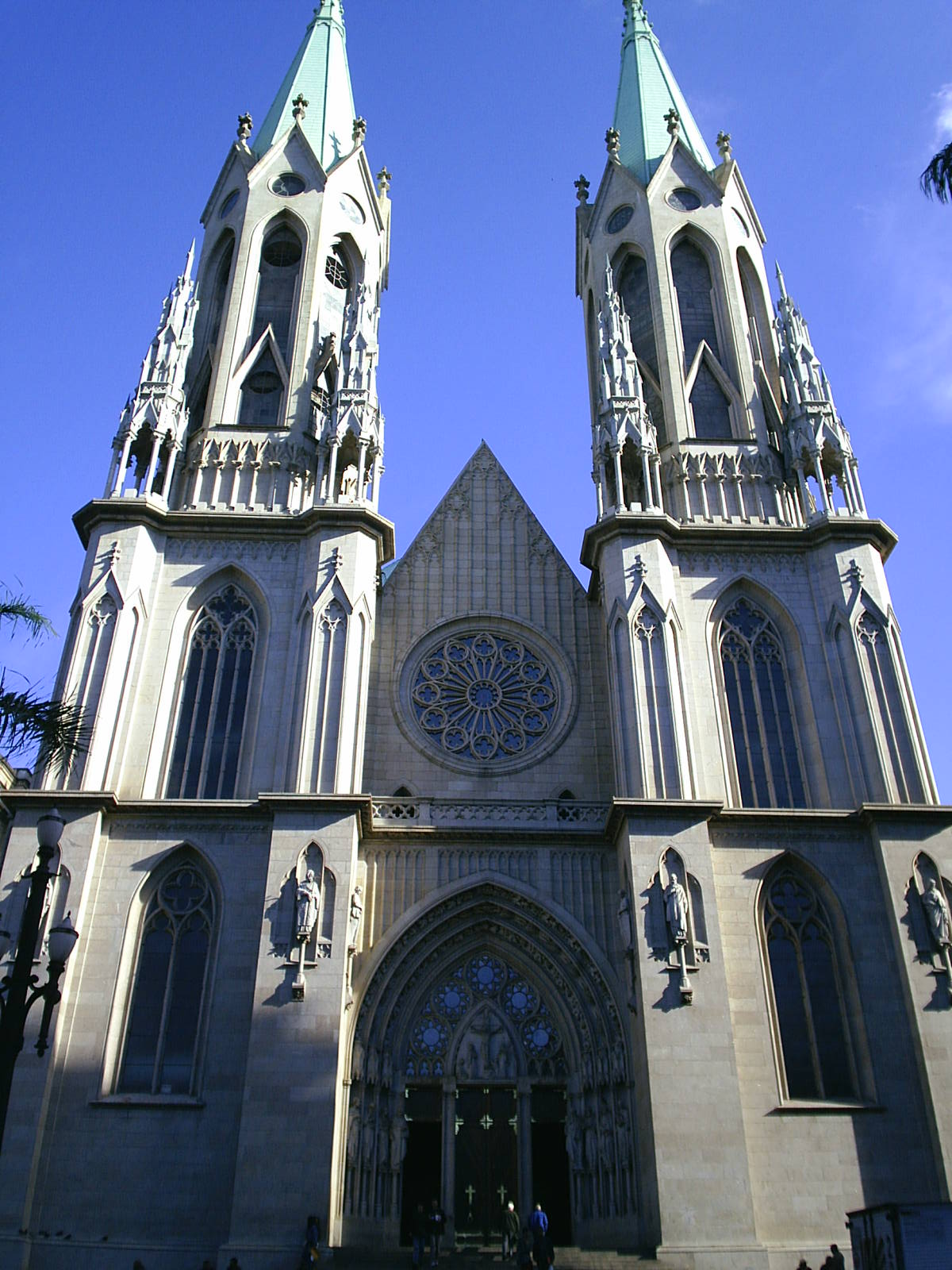
Entrada da Catedral da Sé, São Paulo, c. 1913-1933.
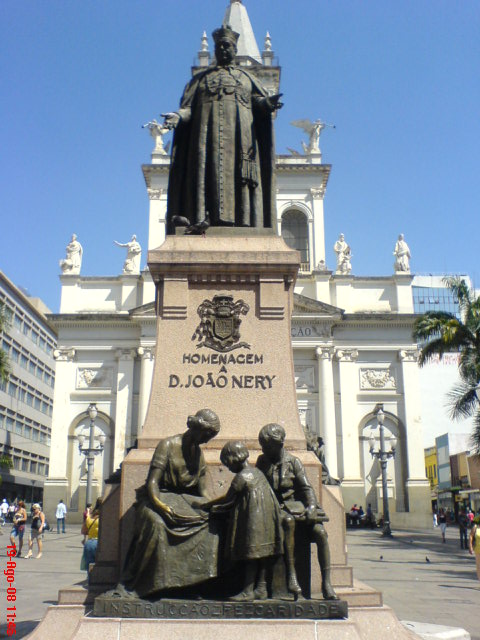
Monumento a Dom João Nery, Catedral Metropolitana de Campinas, Campinas c. 1922.
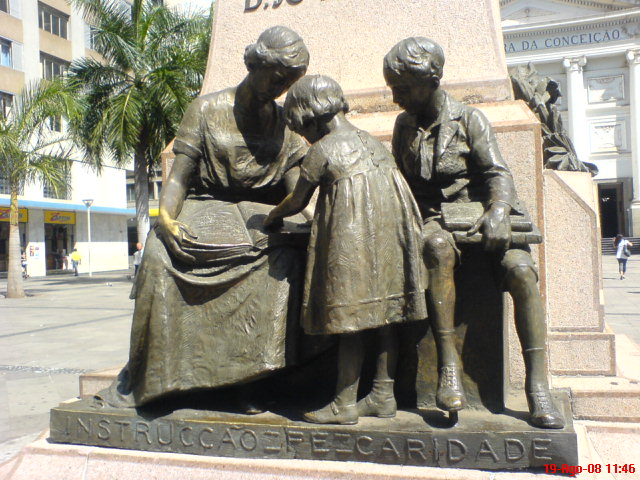
Detalhe do Monumento a Dom João Nery.